# کریر پیجئون (کلیپر)
کریر پیجئون (کلیپر) (به انگلیسی: Carrier Dove (clipper)) یک کشتی است که طول آن 220 ft.; می‌باشد. این کشتی در سال ۱۸۵۵ ساخته شد.